# عيوب جدار البطن
عيوب جدار البطن، تُعد عيوب جدار البطن نوع من العيوب الخلقية التي تتسبب في بروز المعدة أو الأمعاء أو الأعضاء الأخرى من خلال فتحة غير طبيعية تتشكل على البطن لتُحدث العديد من التغييرات غير المتوقعة أثناء نمو الجنين داخل الرحم، وعلى وجه التحديد، تبدأ المعدة أو الأمعاء أو الأعضاء الأخرى في التطور خارج بطن الجنين من خلال هذه الفتحة، وأخيرًا مع استمرار النمو يحيط جدار البطن بهذه الأعضاء، وفي بعض حالات العيوب إما أن تكون فتحة السرة كبيرة جدًا أو تكون قد تطورت بشكل غير صحيح مما يتسبب في بقاء الأعضاء في الخارج أو خروجها عبر جدار البطن، كما يوجد نوعان رئيسيان من عيوب جدار البطن التي تنتج عن التغيرات التي تحدث أثناء التطور هما القيلة السرّية وانشقاق البطن الخلقي، فتحدث الإصابة بانشقاق البطن الخلقي عندما لا يغلق جدار البطن تمامًا، فتكون الأعضاء بارزة خارج جسم الرضيع، وتحدث الإصابة بالقيلة السرّية عندما تبرز بعض الأعضاء عبر عضلات البطن في المنطقة المحيطة بالحبل السري، ويمكن أن يتكون الإصابة بالقيلة السرية إما بسيطةً مع ظهور بعض الأعضاء فقط أو حادة مع ظهور معظم أعضاء البطن إن لم يكن جميعها.

## مقدمة
المضاعفات
قد تكون المخاوف التي تنشأ بسبب عيوب جدار البطن مهددة للحياة وتتطلب رعاية طبية فورية مكثفة، ومن الممكن أن تستمر بعض الالتهابات لفترات طويلة من الزمن لتؤدي إلى مضاعفات خطيرة مثل مشاكل التغذية والتي يمكن أن تجعل الرضيع يحتاج إلى عدة عمليات جراحية، ونظرًا لأن هذه المضاعفات يمكن أن تكون خطيرة فمن المستحسن أن يعمل الوالدان جنبًا إلى جنب مع فريق من الأطباء طوال فترة العلاج، وقد يحتاج الأطفال المصابين بعيوب في جدار البطن إلى مساعدة إضافية بعد اكتمال العلاج، وعادة ما تكون الخدمات الإضافية ضرورية لعلاج السرّة وما يرتبط بها من تشوهات للكروموسومات وما ينشأ من عيوب خلقية، كما أن العلاجات في هذه الحالات طويلة الأمد وتركز على الصعوبات الجسدية والنمائية التي سيتحملها الأطفال، وقد يجد الوالدان كذلك صعوبة في هذه العملية الجراحية ويحتاجان إلى المساعدة في التعامل معها من خلال خدمة يقدمها فريق الرعاية الصحية.

## الأسباب
من بين كل مسببات العيوب الخلقية، لا تزال المعلومات حول عدد كبير منها مجهولة، فاعتبارًا من عام 2004 لم يتم تحديد أو فهم سبب حدوث عيوب جدار البطن، فالأعراض التي قد تظهر على الأم والتي من شأنها أن تشير إلى تطور هذا العيب غير ملحوظة، وقد وُجد أن معظم حالات عيوب جدار البطن غير منتظمة وليس لها علاقة بتاريخ الاضطراب داخل الأسرة، إنما تدرك وكالة حماية البيئة أن مبيدًا شائعًا للأعشاب يسمى أترازين يسبب عيوبًا في جدار البطن والسرطان بالإضافة إلى عيوب خلقية أخرى، وبالرغم من حظر الأترازين في الاتحاد الأوروبي منذ عام 2004، إلا أنه لا يزال شائع الاستخدام في الولايات المتحدة حتى مع وجود أدلة على ضرره، فهو غالبًا ما يؤثر على إمدادات مياه الشرب في الغرب الأوسط، وقد قام مركز السيطرة على الأمراض والوقاية منها بدراسة العلاقة بين الأترازين وعيوب جدار البطن «انشقاق البطن والقيلة السريّة هي عيوب خلقية في جدار البطن. الأترازين والنترات من الأسمدة الزراعية الشائعة»
وتم التوصّل إلى أن:
«لدى إنديانا معدلات أعلى بكثير من عيوب جدار البطن مقارنة بالمعدلات الوطنية، وترتبط زيادة مستويات الأترازين بزيادة حدوث عيوب جدار البطن».

## التشخيص
يمكن عادةً اكتشاف الفتحات الموجودة في البطن قبل الولادة عن طريق فحص مُفصّل بالموجات فوق الصوتية أو فحص ألفا فيتو بروتين، وبالإضافة إلى ذلك، فإنه من الضروري أيضًا أن يتم فحص الأطفال المصابين بهذا العيب بحثًا عن عيوب خلقية أخرى لأن الاضطرابات الوراثية ترتبط عادةً ببعض عيوب جدار البطن، وعند البحث عنها، يتم تقديم الاستشارة الوراثية والمزيد من الاختبارات الجينية مثل بزل السلى.

## العلاج
يمكن علاج عيوب جدار البطن جراحيًا إذا لم تكن هناك تشوّهات مصاحبة، فإن الإجراء الجراحي الذي يُطلق عليه إصلاح/ إغلاق القيلة السرّية أو إصلاح/ إغلاق انشقاق البطن الخلقي ليس شديد التعقيد، حيث تكون الأعضاء طبيعية ولكنها في غير محلها، ومع ذلك إذا كان تجويف البطن صغيرًا جدًا أو عندما تكون الأعضاء كبيرة جدًا أو منتفخة بحيث لا تغلق الجلد، فقد يكون من الصعب وضع جميع الأحشاء في تجويف البطن الصغير، فسيضع الجراح في مثل هذه الحالات كيسًا شاملاً فوق أعضاء البطن الموجودة على الجزء الخارجي من الرضيع، ويكون مصنوعًا عادةً من السيلاستيك، وعامةً ما يطلق عليه مسمى الصومعة (لأنه على شكل صومعة زراعية)، فتعمل الصومعة على حفظ الحرارة ومنع العدوى.
تكون هذه الصومعة محملة بنابض بحيث يمكن توصيل الجهاز بالجزء الداخلي من جدار البطن دون خياطة، فيتم تأمين الجزء العلوي من الصومعة بطريقة تجعلها تقف منتصبة، بحيث تعود الأحشاء تدريجياً إلى تجويف البطن عن طريق الجاذبية، قد تستغرق هذه العملية ما يقارب الأسبوع، بحيث يتم الإغلاق النهائي بعد بضعة أسابيع، وقد تكون هناك حاجة لمزيد من الجراحة لإصلاح عضلات البطن في وقت لاحق.

## التنبّؤ بسير المرض
إذا لم تكن هناك عيوب أخرى، فإن التشخيص بعد الإصلاح الجراحي لهذه الحالة يكون جيدًا نسبيًا، ومع ذلك، فإن 10٪ ممن يعانون من تشوهات أكثر حدّة أو إضافية يموتون بسببه، وبالرغم من عمل الأجهزة نفسها بكامل طاقتها؛ إلا أن الصعوبة تكمن في تركيبها داخل البطن، ففي الواقع إن الحالة ليست إلا فتق لا يتطلب سوى استبدال وتقوية الممر الذي حدث من خلاله، ولكن يمكن أن يؤدي الضغط المتزايد في البطن المشدود بعد الجراحة إلى الإضرار بوظيفة الأعضاء الداخلية.

## معدّل الإصابة
تعد عيوب جدار البطن، وتحديداً النوعان الرئيسيان، انشقاق البطن الخلقي والقيلة السرّية نادرة الحدوث، حيث تصيب حالة واحدة من كل 5000 ولادة، ولا يوجد فرق في الانتشار بين الفتيان والفتيات، ولكن تُعد الأمهات اللواتي تقل أعمارهن عن عشرين عامًا أكثر احتمالية أن يكون لديهن ذرية مصابة بعيب في جدار البطن بأربع مرات تقريبًا مقارنة بالأمهات اللاتي في أواخر العشرينيات من العمر وما فوق.